# ミレニアム
ミレニアム（英語: millennium ）、千年紀（せんねんき）とは、西暦を1000年単位で区切ったもの。
西暦元年（1年）から1000年ずつ区切った場合、1千年紀は1年から1000年まで、2千年紀は1001年から2000年までとなり以下同様であるが、3千年紀の開始に際して「2000年から」とするか「2001年から」とするか世界各地で議論があった（詳細は後述）。

## ミレニアム騒ぎ
2000年には、これを新千年紀の始まりと見なす考え方とキリスト教の大聖年の祝いとが渾然一体となった祝賀イベントが世界各国で行われ、「ミレニアム」と騒がれた（この年の幕開けは世界中で新しいミレニアムを祝うカウントダウンイベントが開催されたが、同時に「2000年問題」の発生でも注目された）。
このことから転じて、「2000年のことをミレニアム（ミレニアム・イヤー）」と呼ぶようにもなった。
日本では、フェリペ・フェルナンデス＝アルメスト著の『ミレニアム』（1996年刊）の冒頭で、1001年前後から執筆が始まったとされる紫式部の『源氏物語』に触れたことがきっかけで注目されるようになった。ミレニアムブームとも呼べるこのブームは欧米に合わせる形で日本においても過熱して、「ミレニアムベビー」や「ミレニアム結婚」などのように使われた。

### 第三ミレニアム開始に関する議論
西暦には0年が存在せず1年から始まるため、定義通りには1〜1000年、1001〜2000年と区切るのが正しい。カトリック教会や多くの国の政府見解も公式にはこの区切りを認めている。
3千年紀（第三ミレニアム）は、2000年からとするか2001年からとするか世界中で議論が巻き起こった。定義はともかく2000年という感覚的に繰り上がりの感じられる数字にしようという意見や、カトリックの大聖年である2000年と重なったため2000年からとする意見も多かった。

### 第三ミレニアム開始の各国の見解
イギリスのグリニッジ天文台では、2001年から始まるという見解を公式に発表している。また、カトリック教会の中心地であるバチカンでは、2001年から始まるとしながらも2000年からとする誤解は否定せずに、大聖年を1999年12月24日〜2001年1月6日と定めている。アメリカ政府は、2000年1月1日〜2001年1月1日を「ミレニアム・イヤー」と定め、当時のクリントン大統領も「2000年と2001年の2度祝えばいい」としている。
中国ではミレニアムの公式見解はないが、1999年が中華人民共和国成立50周年にあたることもあり、21世紀は2000年からという見解を示していたが、後に2001年から始まると訂正している。日本もミレニアムの公式見解はないが、21世紀はあくまでも2001年からとし、「2000年のことをミレニアム」とする風潮が強かった。

## ミレニアムの語源と由来
ミレニアムは英語で“millennium”と綴られるが、語源はラテン語の「mille＝千」と「annum＝年」である。元々は、これまでの世界が終わりを遂げて、キリストが新たな千年間を支配する至福千年期が訪れるというキリスト教の千年王国を意味していたものが、100年間を表す“century”と同じように1000年間の意味でも使われるようになった。
日本語訳では千年紀となる。millenniumには1000年間（千年期）の意味もあるが、千年紀は世紀と同様に西暦を区切った単位である。